# Cens (Loiret)
Pour les articles homonymes, voir Cens.
Le Cens est une rivière du Loiret, en France, qui se jette dans le canal d'Orléans à Combleux.

## Étymologie
Le nom du Cens est issu de la racine Alis, très couramment retrouvée dans les noms de rivières en France, devenu Aussance. On la retrouve sous les formes Ozanz, Aulxence, Auzance au XVIIe siècle. Le sens originel étant perdu, le nom de la rivière est compris comme au Cens (le cens) étant un impôt bien connu, et transcrit sous cette forme.

## Bassin versant et réseau hydrographique
Le versant Loire du canal d’Orléans s’étend sur 344 km2 entre Orléans et Combreux. Il comprend les bassins versants du Cens (243 km2 à Combleux) et de la Bionne (101 km2). Le bassin versant du Cens peut se décomposer en trois entités :
- Le bassin du Cens amont qui s’étend au nord de Fay-aux-Loges ;
- Le bassin de l’Oussance entre Fay-aux-Loges et Combreux ;
- Le Cens aval qui s’étend de Fay-aux-Loges à Combleux.

### Le Cens amont
Le bassin du Cens en amont de Fay-aux-Loges couvre une superficie de 109 km2. Les massifs forestiers et les bois occupent près de 80 % de la superficie du bassin versant, le reste du territoire étant occupé par des terrains agricoles. Le bassin versant est assez peu urbanisé avec un habitat diffus en dehors des trois bourgs d’Ingrannes, Sully-la-Chapelle et Traînou.
Le Cens prend sa source au cœur de la forêt d'Orléans en amont de l’étang des Aulnes. En aval de l’étang des Aulnes, son cours présente une pente moyenne de 0,14 %, il traverse les communes d’Ingrannes, Sully-la-Chapelle et rejoint le canal d’Orléans un peu en aval de l’écluse de Fay-aux-Loges.
Les principaux affluents du Cens sont, d’amont en aval :
- l’écoulement de l’étang de Sancerre ;
- le ruisseau des Trois-Étangs ;
- l’écoulement du Grand-Étang ;
- l’écoulement de Nessy.

Le bassin versant compte un nombre important d’étangs, la majorité étant du domaine privé. Parmi ces étangs, plusieurs présentent des superficies en eau assez importantes : étang des Aulnes, Grand-Étang, étang Neuf de Centimaisons, étang de la Binoche, étang de la Comtesse, étang de Nessy.

### L’Oussance
Le bassin versant de l’Oussance couvre une superficie de 70 km2. Il est traversé d’est en ouest par le canal d'Orléans qui intercepte la majeure partie des écoulements. Ainsi près de 70 % du bassin de l’Oussance est directement capté par le canal. L’Oussance en tant que telle capte surtout ses affluents de rive gauche entre Vitry-aux-Loges et Fay-aux-Loges.

### Le Cens aval
En aval de Fay-aux-Loges, le Cens et le canal se séparent au droit du Moulin d’Avau. Le Cens récupère ses affluents de rive gauche, tandis que le canal capte ceux de rive droite, dont la Crénolle en aval de Donnery.
Cette partie du bassin versant du Cens est nettement moins boisée, principalement occupée par des terrains agricoles. À l’approche de l’agglomération orléanaise, les zones urbaines se densifient progressivement : certains secteurs urbanisés de Mardié et Chécy se sont notamment étendus dans le lit majeur du Cens.

### Crue de 2016
La crue eut lieu à partir du 30 mai 2016 et pendant plusieurs jours, toucha les communes d'Ingrannes, Fay-aux-Loges, Donnery, Mardié, et Chécy.